# Saint-Pierre-lès-Bitry
Saint-Pierre-lès-Bitry település Franciaországban, Oise megyében. Lakosainak száma 147 fő (2022. január 1.). Saint-Pierre-lès-Bitry Saint-Christophe-à-Berry, Vic-sur-Aisne, Autrêches, Bitry és Moulin-sous-Touvent községekkel határos.

## Népesség
A település népessége az elmúlt években az alábbi módon változott:
| Lakosok száma | 156  | 155  | 154  | 147  | 143  | 139  | 135  | 141  | 147  |
|               | 2013 | 2015 | 2016 | 2017 | 2018 | 2019 | 2020 | 2021 | 2022 |